# Abdul Razak
Pour les articles homonymes, voir Abdul Razak (homonymie).
Tun Abdul Razak bin Haji Dato' Hussein, né le 11 mars 1922 à Pulau Keladi et mort à Londres le 14 janvier 1976, est un homme d'État malaisien, le deuxième Premier ministre (1970-1976).
Tunku Abdul Rahman démissionne en 1959 pour se consacrer aux élections législatives malaisiennes de 1959. Son vice-Premier ministre Abdul Razak lui succède et Tunku Abdul Rahman est ensuite réélu à l'issue du scrutin,,.

## Biographie
Abdul Razak est l'unique enfant de Dato' Hussein bin Mohamed Taib et Hajah Teh Fatimah bint Daud. On lui a accordé à posthume le titre Bapa Pembangunan (le père du développement). Il est enterré au mausolée des héros près de Masjid Negara à Kuala Lumpur.
Il lança en 1971 la Nouvelle politique économique visant au développement harmonieux des différents groupes ethniques du pays après les émeutes du 13 mai 1969.
Son fils, Najib Razak, qui est Premier ministre entre 2009 et 2018, est condamné en 2020 à 12 ans de prison et à 210 millions de ringgits (47 millions d’euros) d’amende dans l’affaire 1MDB, une fraude aux ramifications planétaires impliquant une branche du fonds souverain malaisien.